# Franco Soldano
Franco Soldano (Córdoba, 14 settembre 1994) è un calciatore argentino, attaccante del Defensor Sporting.
Possiede anche la cittadinanza italiana.

## Caratteristiche tecniche
È un centravanti.

## Carriera
Cresciuto nelle giovanili dell'Unión de Sunchales, viene ceduto nel 2014 all'Unión de Santa Fe.
Debutta con la nuova squadra il 7 aprile 2015, subentrando al 62' a Fernando Coniglio nel match perso per 2-0 contro il Newell's Old Boys.
Il 21 luglio realizza una doppietta durante il match contro l'Argentinos Juniors decisiva ai fini della vittoria per 2-1.

## Palmarès

### Club

#### Competizioni nazionali
- Campionato argentino: 1

Boca Juniors: 2019-2020